# バーシティ・ブルース
バーシティ・ブルース（Varsity Blues）はアメリカ合衆国の1997年公開の映画。

## キャスト
※括弧内は日本語吹替
- ジョナサン(モックス)・モクソン：ジェームズ・ヴァン・ダー・ビーク（川島得愛）
- バド・キルマー：ジョン・ヴォイト（山野史人）
- ジュールス・ハーバー：エイミー・スマート（幸田夏穂）
- ランス・ハーバー：ポール・ウォーカー（成田剣）
- ビリー・ボブ：ロン・レスター（塩屋浩三）
- チャーリー・トゥイーダー：スコット・カーン（吉田孝）
- ドーシー・シアーズ：アリ・ラーター（小林さやか）
- ウェンデル：エリエル・スウィントン（神奈延年）